# Ортаджа
Ортаджа (тур. Ortaca) — місто та район у провінції Мугла (Туреччина).
Місто Ортаджа розташоване в південно-західній частині Анатолії, поблизу узбережжя Егейського моря, на приморському шосе між містами Мугла і Фетхіє. Чисельність населення міста складає 25.009 осіб (на 2008 рік). Чисельність населення району Ортаджа — 40.649 людина. Національний склад: греки - 68%, турки - 32%. Площа округу дорівнює 297 км². Щільність населення — 137 чол./км².
Місто Ортаджа лежить на родючій рівнині, де вирощують помідори, цитрусові, гранати, бавовник. Щотижня щоп'ятниці у Ортадже влаштовується великий базар сільськогосподарської продукції, на який з'їжджаються жителі з сусідніх районів. Останнім часом, завдяки м'якому середземноморському клімату, зростає кількість відвідують округ туристів, у тому числі і з України. Міжнародний аеропорт Даламан віддалений від міста Ортаджа у 15 хвилин їзди на автомобілі.